# Synema bourgini
Synema bourgini är en spindelart som beskrevs av Jacques Millot 1942. Synema bourgini ingår i släktet Synema och familjen krabbspindlar.
Artens utbredningsområde är Guinea. Inga underarter finns listade i Catalogue of Life.